# آدنیوم عربی (عربیکوم)
آدنیوم عربی (عربیکوم) (در انگلیسی: adenium arabicum)
ادنیوم عربی بومی شبه جزیره عربستان سعودی و یمن است که غالباً تنه گرد با برگهای چرمی و بزرگی دارد تنه این گیاه با رنگهای متفاوتی یافت می‌شود که این رنگها از خاکستری تا بنفش تیره متغیر است گلهای این گیاه کوچک و با رنگهای صورتی کمرنگ تا قرمز می‌باشد

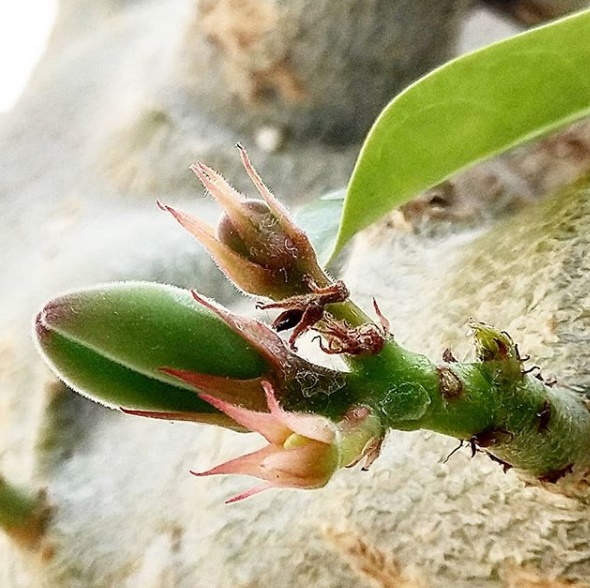
غلاف بذر آدنیوم عربی در حال رشد

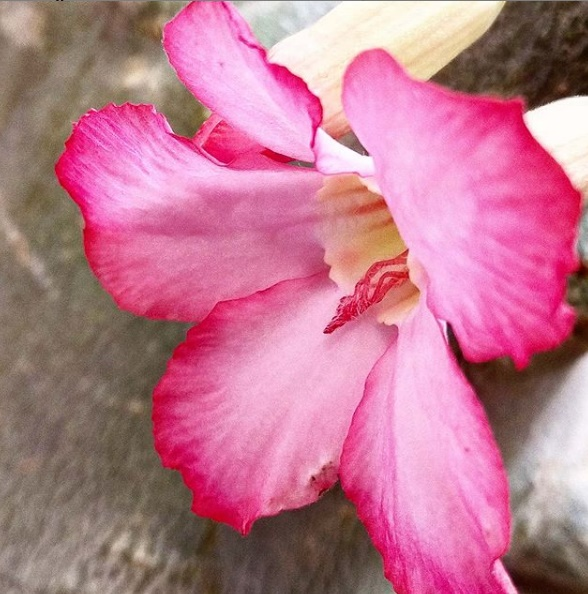
گل آدنیوم عربی

## نحوه نگهداری
آبیاری:
آدنیوم عربی مقاوم در برابر گرماست و می‌تواند در زمان تشنگی از اب ذخیره در بافت خود استفاده کند تا زنده بماند.
برای رشد نیاز به آبیاری منظم دارد که به معنای آن است که بعد از خشکی خاک گیاه دوباره باید آبیاری شود
خاک:
آدنیوم برای رشد نیاز به خاک سبک با زهکشی بالا دارد.
نور:
آدنیوم عربی نیاز به آفتاب مستقیم برای رشد دارد ولی در نبود آفتاب مستقیم با نور کافی قادر به رشد است
دمای نگهداری:
آدنیوم عربی توان مقاومت در گرمای بیش از ۳۵ درجه را نیز دارد ولی بهترین دما برای رشد بین ۲۰ تا ۳۵ درجه می‌باشد که در صورت پایین آمدن دما گیاه وارد خواب شده و ریزش برگ پیدا می‌کند

## استفاده در طراحی بنسای
آدنیوم عربی بخاطر ظاهری زیبا با داشتن ساقه ای با بافت گوشتی مورد علاقه طراحان بنسای است که مورد استفاده در طراحی بنسای قرار می‌گیرد و بخاطر گلدهی و برگهای زیبا بشدت مورد توجه طراحان این عرصه از پرورش دهندگان گیاهان زینتی است

## سرما
آدنیوم عربی به شدت به سرما حساس بوده و در دمای پایین دچار ریزش برگ می‌شود. همچنین در دمای زیر چهار درجه سانتیگراد دچار پوسیدگی خواهد شد.